# لغات غالية إيطاليقية
اللغات الغالية الإيطاليقية هي عائلة لغات تمثل الغالبية العظمى من اللغات الرومانسية المتحدثة شمالي إيطاليا.
يتم التحدث بهذه اللغات في إقليم الألب البحري في فرنسا وفي كانتوني تيسينو وغراوبوندن في سويسرا وفي إمارة موناكو وفي  سان مارينو. ومايزال الإيطاليون في الشتات يتواصلون بها على الأقل على مستوى العائلة.